# 제라시주
제라시주(아랍어: محافظة جرش)는 요르단 북서부에 위치한 주로, 주도는 제라시이며 면적은 402km2, 인구는 156,675명(2007년 기준)이다.
북쪽으로는 이르비드주, 동쪽으로는 마프라크주, 남동쪽으로는 자르카주와 인접해 있으며 남서쪽으로는 발카주, 서쪽으로는 아질룬주와 인접해 있다.